# Jongno-dong
Jongno-dong (koreanska: 종로동) är en stadsdel i stadsdistriktet Jongno-gu i Sydkoreas huvudstad Seoul. 

## Indelning
Administrativt är Jongno-dong indelat i:
| Namn            | Namn                                   | Yta km² | Invånare 31 dec 2020 |
| --------------- | -------------------------------------- | ------- | -------------------- |
| 종로1·2·3·4가동 | Jongno 1(il).2(i).3(sam).4(sa)-ga-dong | 2,35    | 8 448                |
| 종로5·6가동     | Jongno 5(o).6(yuk)-ga-dong             | 0,60    | 5 656                |